# حجلجهل (حديبو)

تعديل مصدري - تعديل

حجلجهل إحدى قرى مديرية حديبو التابعة لمحافظة سقطرى، بلغ تعداد سكانها 58 نسمة حسب تعداد اليمن لعام 2004.